# Terrateniente
El terrateniente es aquel quien posee tierras. Se usa para referirse, en general, a los propietarios de tierra pero, en particular, a los de extensiones grandes de terreno o hacendados.

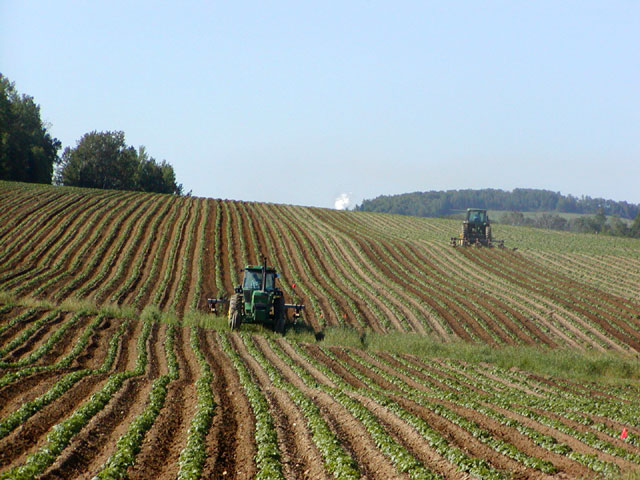
Tractores trabajando en un campo de patatas, en Fort Fairfield (Maine), EE. UU.

## Origen del término
El vocablo «terrateniente» proviene del latín terra «tierra» y tenens, -entis «que tiene». El concepto en sí procede del sistema feudal de las monarquías medievales; haciendo referencia a los nobles con vastos campos agrícolas. 